# Ipaba (ort)
Ipaba är en ort i Brasilien.   Den ligger i kommunen Ipaba och delstaten Minas Gerais, i den sydöstra delen av landet, 700 km sydost om huvudstaden Brasília. Ipaba ligger 236 meter över havet och antalet invånare är 15 970.
Terrängen runt Ipaba är huvudsakligen platt, men österut är den kuperad. Runt Ipaba är det ganska tätbefolkat, med 67 invånare per kvadratkilometer.. Närmaste större samhälle är Ipatinga, 13,7 km väster om Ipaba.
I omgivningarna runt Ipaba växer i huvudsak städsegrön lövskog.